# Victims of the Future
Victims of the Future (с англ. — «жертвы будущего») — четвёртый студийный альбом ирландского гитариста и певца Гэри Мура, выпущенный в 1983 году.

## Об альбоме
Альбом, законченный к декабрю 1983 года, оказался ещё тяжелее, чем его предшественник. По мнению журнала Classic Rock, альбом «Victims Of The Future» нашел формулу успеха, которая соответствовала ожиданиям публики — тяжелый гитарный рок в сочетании с американским поп-металом — и имела хит в мощной балладе «Empty Rooms». Это был первый альбом Мура, попавший в двадцатку лучших в Великобритании, несмотря на то, что сингл «Empty Rooms» не попал в топ-50. 
В дополнение к агрессивным хард-рок-пьесам, таким как «Murder in The Skies» или мрачная «The Law of the Jungle», альбом также включает в себя одну из самых известных баллад гитариста «Empty Rooms». «Shapes of Things» — это кавер-версия от The Yardbirds. В качестве названия альбома первоначально говорилось «The Law of the Jungle», но поскольку «Victims of the Future» считали значительно лучшей песней, Мур в конечном итоге назвал альбом именно по этой песне.
Это был первый альбом Мура с участием бывшего гитариста и клавишника UFO Нила Картера. Он также был последним, в записи которого принял участие барабанщик Иэн Пейс, ушедший в воссозданный Deep Purple в 1984 году.
Продолжая путь Мура в жанре хард-рока, «Victims of the Future» представляет собой сборник откровенных рок-н-ролльных гимнов (таких как «Teenage Idol» и «Hold On To Love»), скорбную любовную балладу («Empty Rooms», которая позже была перезаписана Муром для его альбома 1985 года Run for Cover), кавер-версию песни The Yardbirds «Shapes of Things» и две более мрачные песни с социально-политическими комментариями: «Victims of the Future» и «Murder in the Skies», последняя из которых является протестом против того, что советский истребитель сбил южнокорейский пассажирский Boeing 747 над Сахалином.
Альбом был выпущен в Северной Америке с другой обложкой и изменённым содержанием. Гитарное соло-вступление к «Murder in the Skies» было удалено, а «Devil in Her Heart» был добвлен. «All I Want», не вошедший н пластинку пластинки, был включён в качестве бонус-трека в кассетную версию.
Позже Мур отверг «Victims of the Future» как «всего лишь одну из моих слабых попыток создать тяжёлый рок».

## Список композиций

### Британское издание
| №  | Название                                 | Автор(ы)                                    | Длительность |
| -- | ---------------------------------------- | ------------------------------------------- | ------------ |
| 1. | «Victims of the Future»                  | Moore, Neil Carter, Ian Paice, Neil Murray  | 6:13         |
| 2. | «Teenage Idol»                           | Moore                                       | 4:07         |
| 3. | «Shapes of Things» (кавер The Yardbirds) | Paul Samwell-Smith, Keith Relf, Jim McCarty | 4:14         |
| 4. | «Empty Rooms»                            | Moore, Neil Carter                          | 6:36         |

| №  | Название              | Автор(ы)      | Длительность |
| -- | --------------------- | ------------- | ------------ |
| 5. | «Murder in the Skies» | Moore, Carter | 7:17         |
| 6. | «All I Want»          | Moore         | 4:17         |
| 7. | «Hold On to Love»     | Moore         | 4:27         |
| 8. | «Law of the Jungle»   | Moore         | 6:15         |

### Американское издание
| №  | Название                     | Автор(ы)                     | Длительность |
| -- | ---------------------------- | ---------------------------- | ------------ |
| 1. | «Victims of the Future»      | Moore, Carter, Paice, Murray | 6:13         |
| 2. | «Teenage Idol»               | Moore                        | 4:07         |
| 3. | «Devil in Her Heart»         | Moore                        | 3:29         |
| 4. | «Empty Rooms»                | Moore                        | 6:36         |
| 5. | «All I Want» (Cassette only) | Moore                        | 4:17         |

| №  | Название              | Автор(ы)                     | Длительность |
| -- | --------------------- | ---------------------------- | ------------ |
| 6. | «Shapes of Things»    | Samwell-Smith, Relf, McCarty | 4:14         |
| 7. | «Murder in the Skies» | Moore                        | 5:49         |
| 8. | «Hold On to Love»     | Moore                        | 4:27         |
| 9. | «Law of the Jungle»   | Moore                        | 6:15         |

### Издание на CD
| №  | Название                | Автор(ы)                     | Длительность |
| -- | ----------------------- | ---------------------------- | ------------ |
| 1. | «Victims of the Future» | Moore, Carter, Paice, Murray | 6:13         |
| 2. | «Teenage Idol»          | Moore                        | 4:07         |
| 3. | «Shapes of Things»      | Samwell-Smith, Relf, McCarty | 4:14         |
| 4. | «Empty Rooms»           | Moore                        | 6:36         |
| 5. | «Murder in the Skies»   | Moore, Carter                | 7:17         |
| 6. | «All I Want»            | Moore                        | 4:17         |
| 7. | «Hold On to Love»       | Moore                        | 4:27         |
| 8. | «Law of the Jungle»     | Moore                        | 6:15         |

| №   | Название                   | Автор(ы)      | Длительность |
| --- | -------------------------- | ------------- | ------------ |
| 9.  | «Devil in Her Heart»       | Moore         | 3:29         |
| 10. | «Blinder» (instrumental)   | Craig Gruber  | 2:46         |
| 11. | «Empty Rooms» (1984 remix) | Moore, Carter | 4:21         |

## Синглы
- Hold On To Love (January, 1984)
- Shapes Of Things (March, 1984)
- Teenage Idol (1984)
- Empty Rooms (August, 1984)

## Участники записи
- Гэри Мур — guitar, vocals
- Иэн Пейс — drums
- Нил Картер — keyboards, vocals
- Bass — Нил Маррей, Мо Фостер, Боб Дейсли
- Bobby (Prime Time) Chouinard — additional drums

## Чарты
| год  | чарт                 | позиция |
| ---- | -------------------- | ------- |
| 1984 | Finnish Albums Chart | 7       |
| 1984 | UK Albums Chart      | 12      |
| 1984 | Swedish Albums Chart | 15      |
| 1984 | Dutch MegaCharts     | 45      |
| 1984 | German Albums Chart  | 53      |
| 1984 | Billboard 200 (US)   | 172     |

| год  | сингл              | чарт             | позиция |
| ---- | ------------------ | ---------------- | ------- |
| 1984 | «Hold On to love»  | UK Singles Chart | 65      |
| 1984 | «Shapes of Things» | UK Singles Chart | 77      |
| 1984 | «Empty Rooms»      | UK Singles Chart | 51      |